# Heinz Hassler
Heinz Hassler (* um 1935; † 29. Juli 1986 in Grabs, Kanton St. Gallen) war ein liechtensteinischer Polizeioberleutnant und Leiter der liechtensteinischen Fahndungspolizei. Sein gewaltsamer Tod führte zu einem Umdenken bzgl. der Ausstattung und der Organisationsstruktur der liechtensteinischen Polizei.

## Biografie

### Tod
Kurz nach Mittag des 29. Juli 1986 wurde Hassler bei einem Einsatz im Zusammenhang mit den Ermittlungen gegen einen 32-jährigen westdeutschen Staatsangehörigen wegen eines Vergewaltigungsdeliktes von diesem angeschossen, als Hassler mit weiteren Beamten dessen Wohnung aufsuchte. Nach dem Verdächtigen war seit dem 25. Juli gefahndet worden. Hassler wurde in das Kantonsspital Grabs eingeliefert, wo er an seinen Verletzungen starb.
Der Schütze wurde am 31. Juli nachts in der Nähe der Gemeinde Landquart von der Kantonspolizei Graubünden gestellt, als er versucht hatte die Tardisbrücke zu Fuss zu überqueren, kurz nachdem er an einer Polizeisperre erkannt worden war. Die Beamten nahmen seine Verfolgung auf und eröffneten das Feuer, als er ihren Halterufen keine Beachtung schenkte. Er wurde von drei Kugeln aus Polizeiwaffen im Bauch und an der Schulter getroffen und starb später an seinen Schusswunden im Kantonsspital Chur.
Hasslers Beisetzung erfolgte am 3. August 1986. Unter den über 1000 Trauergästen befanden sich Erbprinz Hans Adam, der Regierungschef Hans Brunhart, der Landtagspräsident Karlheinz Ritter, sowie Regierungsmitglieder, Mitglieder der Landtagsfraktionen und ausländische Abordnungen von Sicherheitsorganen aus den Ländern Schweiz, Österreich und Deutschland.
Hasslers Ermordung war Anlass für die Bildung der Spezialeinheit „Interventionseinheit“ (IVE), die 1989 nach Schweizer Vorbild geschaffen wurde. Des Weiteren sah sich die Regierung des Fürstentums Liechtenstein noch 1986 veranlasst, eine Erhöhung der Mannschaftsstärke des Fürstlich Liechtensteinischen Sicherheitskorps bis 1991 in den Landtag einzubringen. Neuer Leiter der Fahndungspolizei wurde 1987 Werner Marxer.
Hassler wurde 51 Jahre alt; er war verheiratet und hatte einen Sohn.